# Anguss

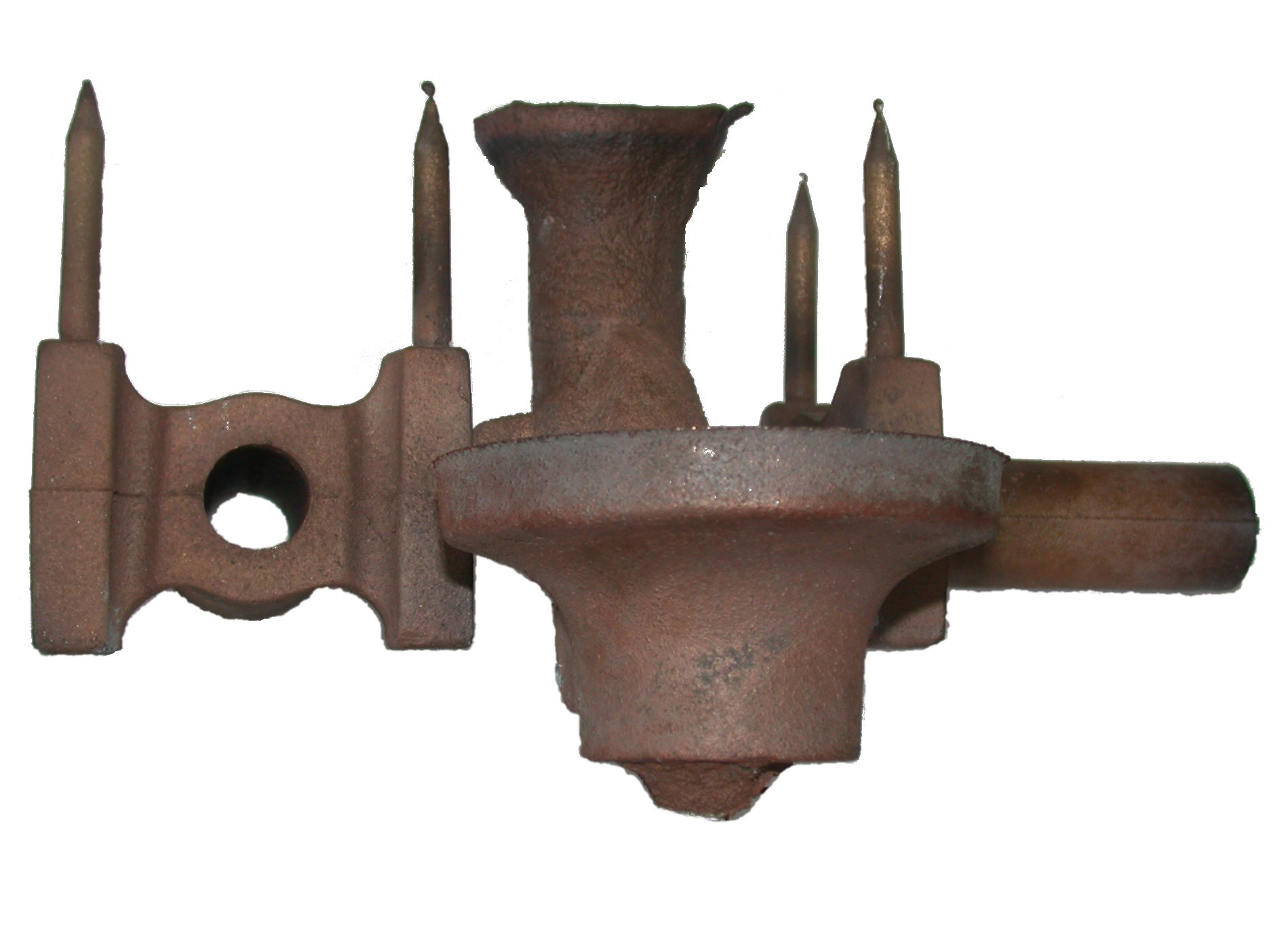
Bronzestück mit Anguss

Der Anguss ist beim Sandguss und beim Spritzgießen von Metall und Kunststoff der Teil des Spritzlings, welcher nicht zum Formteil gehört. Er entsteht durch die in den Zuführungskanälen zur Gießform erstarrte Schmelze und sollte möglichst wenig Gewicht haben, um Abfall zu vermeiden.
Bei der gleichzeitigen Herstellung mehrerer Spritzlinge muss das Kanal- bzw. Angusssystem so gestaltet sein, dass die Formteile gleichzeitig und gleichmäßig mit einer Schmelze gleichen Druckes und gleicher Temperatur befüllt werden.

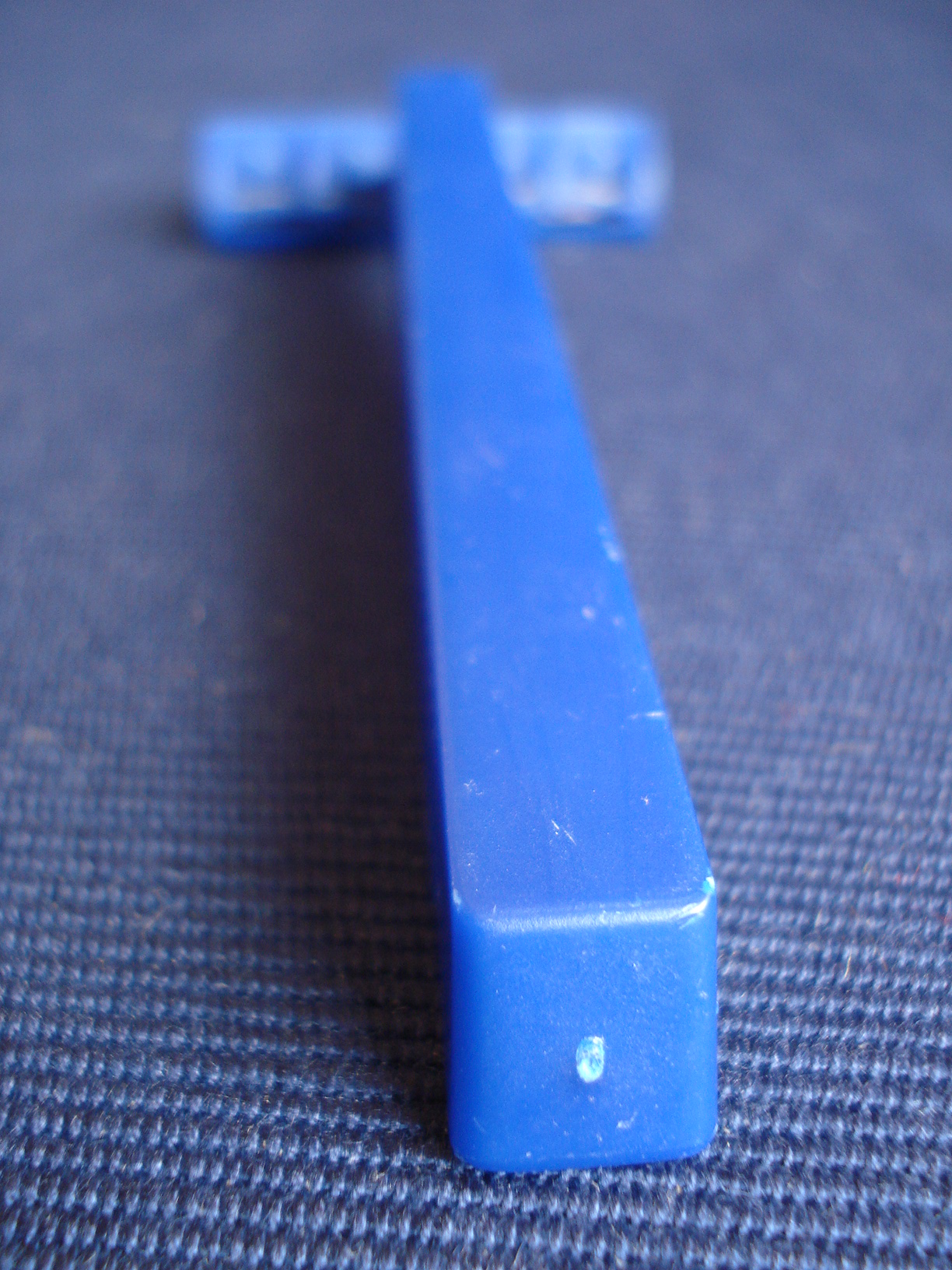
Fehlstelle beim Kunststoffspritzguss

Die Angüsse werden meist in Handarbeit durch Abschlagen oder Scheren entfernt und verursachen einen nicht unerheblichen Teil der Kosten, da der Rest des Gießprozesses automatisiert werden kann. 
Zu beachten ist, dass der Anguss ohne teuere Nacharbeit immer eine kleine Fehlstelle in der Oberfläche hinterlässt.
Angüsse von Thermoplast-Spritzgießteilen des Hobby-Modellbaus werden häufig an den Teilen belassen und müssen vom Anwender entfernt werden. 

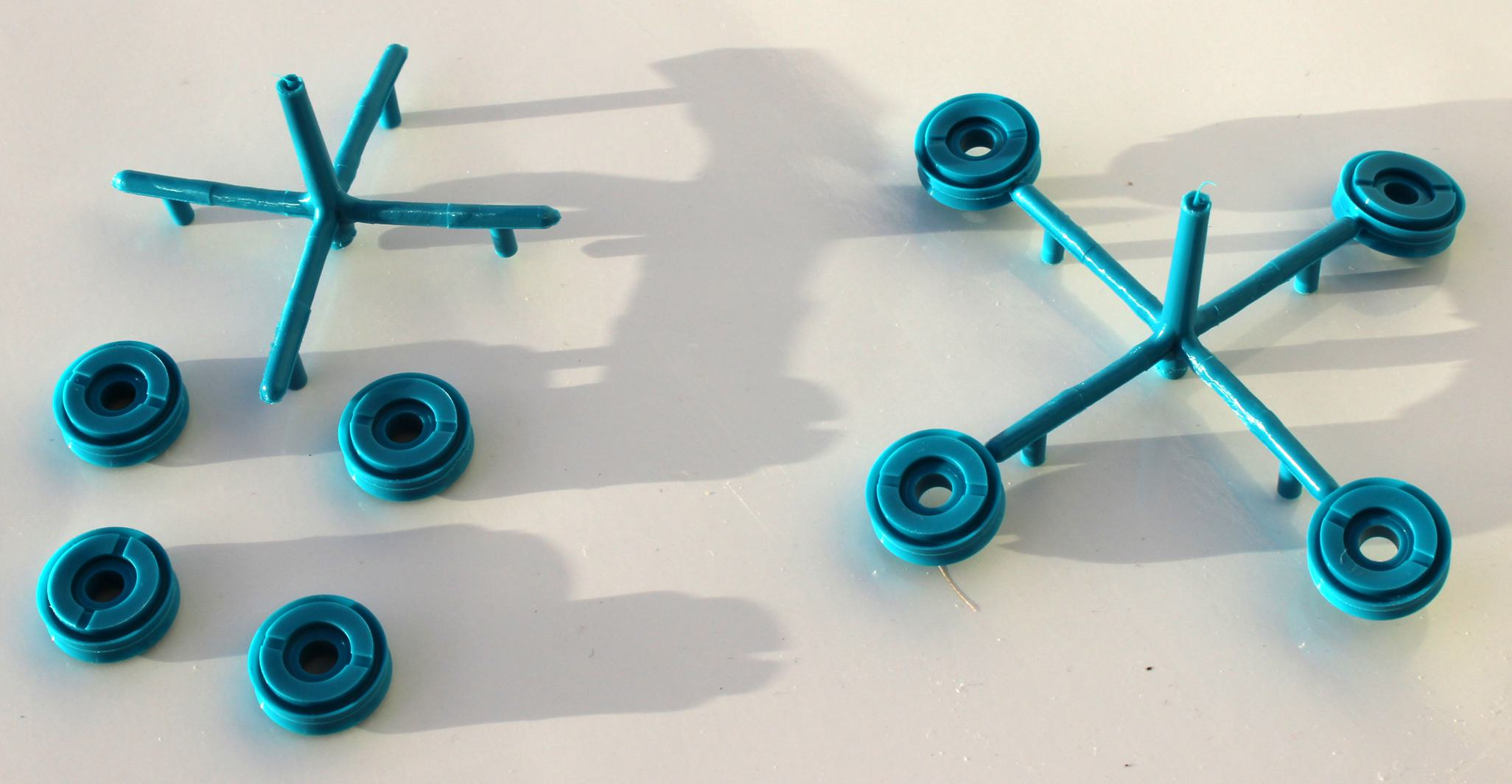
Spritzguss-Teile, links Anguss und Teile getrennt

Dient das Material im Anguss auch dem Ausgleich der Schwindung, so spricht man auch von einem Speiser.